# NGC 6541
إن جي سي 6541 (NGC 6541، المعروف أيضا باسم كالدويل 78) هو عنقود مغلق يقع في جنوب كوكبة الإكليل الجنوبي.
و تم اكتشاف التجمع النجمي NGC 6541 بواسطة عالم الفلك الإيطالي نيكولو كاكياتوري في مرصد باليرمو الفلكي الواقع في صقلية في 19 مارس من عام 1826. ثم اكتشفها جيمس دنلوب بشكل مستقل بعد بضعة أشهر في 3 يوليو 1826.
و يبلغ قدره الظاهري حوالي 6.3+ ووبالتالي هو يعتبر خارج نطاق الرؤية بالعين المجردة ، ولكن يمكن رؤيتها بسهولة باستخدام المناظير والتلسكوبات الصغيرة ويحتوي تقريباً على 150,000 نجمة.
و على الرغم من من قِلّة أهميته بالنسبة لأغلب هواة الفلك والمستكشفين في الفضاء لسبب و هو أن لا يوجد شيء يميزه عن العنقود النجمي العادي مقارنة مع العناقيد النجمية الرائعة الموجودة في الجنوب، إلا أنه لا يزال عنقوداًرائعاً في حد ذاته.
،
يمكن رؤية هذا العنقود بشكل أفضل من المناطق الجنوبية خلال أشهر يونيو ويوليو وأغسطس، من مواقع شمال خط العرض 47 شمالاً، ولا يرتفع أبداً فوق الأفق في الشمال.
NGC 6541 قديم جداً ويبلغ عمره 13 مليار سنة تقريباً (عمره الدقيق 12.93 مليار سنة) حيث كان يُعتقد في السابق أنه يبلغ من العمر حوالي 16 أو 17 مليار سنة، مما يجعله أكبر من عمر الكون الحالي الذي يبلغ 13.7 مليار سنة! ومع ذلك، فإن القياسات العمرية العنقودية الحديثة صححت هذه المشكلة.
يبعد العنقود النجمي NGC 6541 مسافة 22,800 سنة ضوئية عن الأرض، وهو ما يعادل قُطراً مكانياً تبلغ مساحته حوالي 100 سنة ضوئية.

## وصلات خارجية
- NGC 6541 في SEDS NGC الكائنات الصفحات
- NGC 6541 في DOCdb (السماء العميقة ال مراقب رفيق)
- NGC 6541 على موقع ويكي سكاي: DSS2, SDSS, GALEX, IRAS, Hydrogen α, X-Ray, Astrophoto, Sky Map, Articles and images